# Honrarás a tu padre y a tu madre (novela)
Honrarás a tu padre y a tu madre es una novela publicada en 2018 de la escritora española Cristina Fallarás.

## Sinopsis
La novela se divide en tres partes diferenciadas: “El asesinato”, “El coronel” y “La familia”. Estas tres partes están compuestas, a su vez, de capítulos muy breves, la mayoría de ellos escenas.
Es la historia de la familia materna y paterna de la autora. Uno de sus abuelos, tramoyista del Teatro Argensola, fue fusilado en el cementerio de Torrero, en Zaragoza, en los comienzos de la guerra civil. El otro abuelo, bisnieto de Benito Juárez, colaboró con la Gestapo y terminó alcanzando el grado de coronel en el ejército de Franco. Sus hijos se casaron en 1967, y en 1968 nació Fallarás.
Comienza con la huida de la narradora desde Barcelona hasta una decadente urbanización en la costa de Tarragona. En soledad evoca su infancia y la historia familiar con saltos temporales que llevan la acción desde el pasado hasta su presente. Ahonda en la historia familiar y con este relato indaga en su malestar personal. La autora  emprende un viaje físico, a pie y sin dinero, que se convertirá en una búsqueda de los secretos familiares y de su propia identidad.
Dividida por la crítica en dos novelas, la llamada novela del abuelo consta de tres partes: la primera parte, “El asesinato”, que transcurre durante un único día (el 5 de diciembre de 1936); "El coronel”, que comienza en 1913 y mediante saltos temporales abarca hasta 1957; y “La familia”, con una única escena: “Zaragoza, 12 de diciembre de 1983”. Todos estos episodios se alternan con otros que pertenecen a la llamada “novela de la escritora”,